# 感覚神経
感覚神経（かんかくしんけい、ラテン語: nervus sensorius、英: sensory nerve）は、体や内臓の感覚の動きを送信するために信号を伝える神経の総称である。主に体性求心性神経線維を含む神経の解剖学的用語である。頭部では脳神経として、また体部では脊髄神経として、受容体から離れて中枢に向かうことから求心性神経（英: afferent nerve）とも、また知覚を感じ取ることから知覚神経とも呼ばれる。
感覚神経の求心性神経線維は、末梢神経系にある全身の感覚ニューロンを中枢神経系の関連する処理回路への経路に結合し、感覚ニューロンのさまざまな感覚受容器から中枢神経系に向けて感覚情報を伝える。これに対して、運動神経は、中枢神経系から末梢神経系へ情報を伝達する。いずれの種類も末梢神経と呼ばれる。
求心性神経線維は、多くの場合、運動ニューロンからの遠心性神経線維（中枢神経系から末梢神経系に伝える）と対になり、混合神経をなす。刺激は受容器で神経インパルスを引き起こし、これは感覚伝達と呼ばれる電位の変化を生じさせる。

## 脊髄侵入
求心性神経線維は脊髄の後根神経節から感覚ニューロンを離れ、遠心性線維によって伝えられる運動指令は前根で脊髄を離れる。背側線維と腹側線維の一部は、脊髄神経または混合神経として合流する。

## 神経損傷
感覚神経への損傷は、神経が担う機能が広範に及ぶため、さまざまな症状を引き起こす。外傷などで感覚神経が損傷すると末梢神経障害となる可能性があり、温度変化や痛みに対する感受性の低下に加えて、位置感覚の低下による共同作用やバランスの低下などの問題を伴い、さらなる問題につながることがある。
痛みや温度変化を感じる能力は、感覚神経の繊維の損傷によって影響を受けることがある。そのため、切り傷などのケガや、傷が感染していることに気づけないことがある。また、心臓発作やその他の重篤な疾患に気づかない場合もある。糖尿病患者にとって、痛みやその他の感覚を感知できないことは特に大きな問題で、この集団の下肢切断率の一因となっている。全体としては、感覚や検出力の低下は、多くの人にとって、年と共に皮膚、髪、関節、骨の損傷の変化をもたらす可能性がある。